# تیو فینمان
تیو فینمان (فنلاندی: Teijo Finneman؛ زادهٔ ۹ سپتامبر ۱۹۴۴) بازیکن بسکتبال اهل فنلاند بود. وی در بازی‌های المپیک تابستانی ۱۹۶۴ حضور داشته‌است.